# Munna hanseni
Munna hanseni is een pissebed uit de familie Munnidae. De wetenschappelijke naam van de soort is voor het eerst geldig gepubliceerd in 1911 door Stappers.